# Turcoraphidia hethitica
Turcoraphidia hethitica is een kameelhalsvliegensoort uit de familie van de Raphidiidae. De soort komt voor in Turkije.
Turcoraphidia hethitica werd voor het eerst wetenschappelijk beschreven door H. Aspöck et al. in 1984.